# Habreuresis
Habreuresis es un género de arañas araneomorfas de la familia Linyphiidae. Se encuentra en Chile.

## Lista de especies
Según The World Spider Catalog 12.0:
- Habreuresis falcata Millidge, 1991
- Habreuresis recta Millidge, 1991